# 3º Reggimento fanteria corazzato
Il 3º Reggimento fanteria corazzato è stata una unità del Regio Esercito, con la denominazione di 3º Reggimento fanteria carristi dal 1936 al 1943 e dal 1963 al 1975 dell'Esercito Italiano con la denominazione di 3º Reggimento fanteria corazzato

## Storia
Le origini del Reggimento risalgono al 1º ottobre 1927, quando a Roma, presso "Forte Tiburtino", venne costituito il "Reggimento carri armati" formato da Comando, Deposito e cinque battaglioni, due dei quali a Roma e uno a Udine, Codroipo e Bologna su quattro compagnie di due plotoni carri, con carri Fiat 3000 in dotazione.
Nel 1931 il comando del "Reggimento carri armati" venne trasferito da Roma a Bologna.
Il 15 settembre 1936 venne sciolto il Reggimento carri armati e costituiti quattro Reggimenti fanteria carristi:
- 1º Reggimento fanteria carristi con sede a Vercelli:
- 2º Reggimento fanteria carristi con sede a Verona, che nel 1938 assunse la denominazione di 32º Reggimento fanteria carristi
- 3º Reggimento fanteria carristi, con sede a Bologna
- 4º Reggimento fanteria carristi con sede a Roma:

Il 3º Reggimento fanteria carristi, con sede a Bologna raccolse l'eredità del "Reggimento carri armati" ed aveva la seguente articolazione:
- Comando
- VI Battaglione carri L3/33 con sede a Treviso
- VII Battaglione carri L3/33 con sede a Firenze
- I Battaglione carri Fiat 3000 (A/B) con sede a Bologna
- Compagnia meccanizzata Zara
- Battaglione Scuola allievi ufficiali di complemento e allievi sottufficiali
- Reparti corazzati dell’A.O.I. (XXI, XXII, XXXII, XXXIII)

Il VI Battaglione carri L3/33 costituito a Bologna il 1º giugno 1935 presso il Reggimento carri armati, con la costituzione del 3º Reggimento fanteria carristi venne ridenominato VI Battaglione carri d'assalto "Lollini", restando inquadrato nel reggimento fino al 6 novembre 1939 allorché venne trasferito, insieme al XXXII battaglione al 33º Reggimento fanteria carristi, costituitosi in quella stessa data a Parma.
All'ingresso dell'Italia nella seconda guerra mondiale, il reggimento, che inquadrava i battaglioni carri V e XI, equipaggiati con carri L3/35 venne schierato, nel 1940, al comando del colonnello Pedoni, sul fronte occidentale, inquadrato nel Raggruppamento Celere della 1ª Armata, di cui facevano parte anche il 1º Reggimento bersaglieri e il Reggimento "Cavalleggeri di Monferrato"(13º), senza tuttavia prendere parte alle operazioni, essendo sopraggiunto l'armistizio di Villa Incisa. Rientrato a Bologna il reggimento continuò a svolgere il compito di addestramento degli allievi ufficiali, degli allievi sottufficiali e degli allievi specialisti, nonché quello della costituzione e preparazione di nuove unità destinate ai vari fronti, compito affidato a tutti i reggimenti carri, compresi quelli incorporati nelle grandi unità, in quanto ciascun reggimento aveva lasciato nelle sedi originarie sul suolo italiano un ente (il deposito reggimentale) con funzioni amministrative e matricolari, che provvedeva all'immatricolazione del personale e a ricevere i mezzi e all’addestramento, preparando quadri e reparti carristi al combattimento.
Nel dicembre 1940 il V Battaglione Carri L "Venezian" venne inviato in Nordafrica assegnato alla Divisione "Pavia"; i carristi del V battaglione sostennero, durante la prima offensiva britannica, violenti ed accaniti combattimenti sino ai primi di dicembre, lottando contro un nemico preponderante, affrontando sia forze di fanteria e corazzate, sia i munitissimi capisaldi, sacrificando uomini e carri e prendendo parte nel gennaio 1941 alla riconquista del deserto sirtico e, successivamente, a quella di Agedabia e all'assedio di Tobruch.
Il IX battaglione carri "M13/40" ebbe origine dalla trasformazione del XI battaglione carri "L", e si era costituito a Bracciano dove, all’inizio del 1941, il personale effettuò il corso di specializzazione per il passaggio sui nuovi carri M13/40. Il IX battaglione venne inviato al Nordafrica dove, dopo essere sbarcato il 29 luglio 1941, venne inquadrato nel 132º Reggimento fanteria carrista della Divisione corazzata "Ariete", con il quale partecipò a tutti i combattimenti sino alla battaglia di el Alamein.
La Compagnia meccanizzata di Zara il 1º aprile 1941, in preparazione delle operazioni contro la Jugoslavia, venne dislocata, insieme al IX battaglione bersaglieri Zara, al confine con la Jugoslavia, nel settore di Zemonico e il 5 aprile, iniziate le ostilità, eliminò i posti di confine occupando Bencovac ed ebbe il battesimo del fuoco il 6 aprile intorno a Knin, in un furioso combattimento in cooperazione con il battaglione bersaglieri Zara; procedendo verso sud raggiunse Sebenico, Traù e Spalato, passando alle dipendenze del III Corpo d'armata e successivamente concorse a mantenere l'occupazione di Mostar, Ragusa e Cattaro, nelle cui zone fronteggiò le bande ribelli jugoslave.
Oltre alla preparazione dei reparti che combatterono in Nordafrica, il 3º Reggimento preparò quadri e reparti di alcuni squadroni autoblindo ed altre unità, che operarono in Africa orientale.

### La ricostruzione
Il Reggimento venne ricostituito il 1 ottobre 1964, con la denominazione di 3º Reggimento fanteria corazzato, nella sede di Persano e inquadrato nella Divisione fanteria "Granatieri di Sardegna" con la seguente configurazione organica:
- IV Battaglione bersaglieri su VTT M113
- IX Battaglione carri su carri medi M47
- Squadrone cavalleggeri di Alessandria
- 7ª Batteria artiglieria semovente

### 9º Battaglione corazzato "M.O. Butera"
Nel 1975 con la ristrutturazione dell'Esercito Italiano che aboliva il livello reggimentale, il 3º Reggimento fanteria corazzato venne sciolto e la sua eredità raccolta dal 9º Battaglione corazzato "M.O. Butera" con sede a L'Aquila e inquadrato nella Brigata motorizzata "Acqui". costituita il 1º ottobre 1975 con reparti per lo più provenienti dalla Divisione fanteria "Granatieri di Sardegna".
Il reparto era intitolato alla memoria di Gaetano Butera, un carrista del 4º Reggimento fanteria carristi che quando la capitale venne occupata dai tedeschi, si arruolò volontario tra i partigiani e dopo essere stato fatto prigioniero dalle SS e condotto presso il carcere di via Tasso, il 24 marzo 1944 venne ucciso nell'eccidio delle Fosse Ardeatine e dopo la liberazione, decorato con la medaglia d'oro al valor militare alla memoria.
Il 1º ottobre 1991, con la riconfigurazione della brigata da motorizzata a meccanizzata, il 9º Battaglione corazzato "M.O. Butera" lasciava la Brigata e veniva trasferito a Monte Romano, con il Poligono di Monte Romano che veniva riconfigurato in 9º Battaglione corazzato "M.O. Butera".
In data 29 settembre 1995, a seguito di provvedimenti di riordino della Forza Armata, il 9º battaglione corazzato veniva soppresso e sostituito nella stessa sede dall'attuale Reparto Supporti Logistici Poligono di Monte Romano.

## Stemma araldico
Lo stemma del reparto è stato concesso con decreto del 2 ottobre 1989.
CORONA TURRITA.
ORNAMENTI:
(1) Lista bifida: d'oro, svolazzante, collocata sotto la punta dello scudo,
incurvata con la concavità rivolta verso l'alto, riportante il motto: PONDERE ET IGNE IUVAT;
(2) Nastri rappresentativi delle ricompense al Valore: annodati nella parte centrale non visibile della corona turrita, scendenti svolazzanti in sbarra ed in banda dal punto predetto, passando dietro la parte superìore dello scudo.»
Nel primo quarto è l'arme di Bologna, per ricordare la città ove è stato costituito il
3º reggimento fanteria carrista nel 1936; 2º e 3º quarto: su smalto rosso (colore che simboleggia gli atti di valore compiuti dai carristi nel corso del secondo conftitto mondiate) il silfio rappresenta l'Africa Settentrionale ove il V e lX battaglione cr. L si immolarono e meritarono, ciascuno, una M.B.V.M.; 4º quarto: arme dell'Aquila, città nella quale si è formato nel 1975 il 9º battaglione cor. che ha ereditato le tradizioni del 3º reggimento carristi.